# Llista de townlands del Comtat de Longford
Aquesta és una Llista de townlands del comtat de Longford. Hi ha aproximadament 944 townlands al comtat de Longford a la República d'Irlanda.
Els noms duplicats es produeixen quan hi ha més d'un townland amb el mateix nom al comtat. Els noms marcats en negreta són les ciutats i pobles, i la paraula town apareix per a les entrades de la columna acres.

## Llista de townlands
| Townland                                  | Acres | Baronia   | Parròquia civil | Poor Law Union |
| ----------------------------------------- | ----- | --------- | --------------- | -------------- |
| Abbey Land                                | 9     | Ardagh    | Mostrim         | Granard        |
| Abbeycartron                              | 219   | Longford  | Templemichael   | Longford       |
| Abbeyderg                                 | 867   | Moydow    | Taghsheenod     | Ballymahon     |
| Abbeylara                                 | Town  | Granard   | Abbeylara       | Granard        |
| Abbeylara                                 | 296   | Granard   | Abbeylara       | Granard        |
| Abbeyshrule                               | 769   | Shrule    | Abbeyshrule     | Ballymahon     |
| Acres                                     | 38    | Granard   | Clonbroney      | Granard        |
| Aghaboy                                   | 442   | Longford  | Killoe          | Longford       |
| Aghaboy                                   | 161   | Granard   | Granard         | Granard        |
| Aghabrack                                 | 213   | Granard   | Granard         | Granard        |
| Aghacordrinan                             | 440   | Granard   | Columbkille     | Granard        |
| Aghadegnan                                | 177   | Longford  | Templemichael   | Longford       |
| Aghadonagh                                | 84    | Ardagh    | Mostrim         | Granard        |
| Aghadowry                                 | 561   | Longford  | Killoe          | Longford       |
| Aghafad                                   | 22    | Ardagh    | Ballymacormick  | Longford       |
| Aghafin                                   | 347   | Ardagh    | Mostrim         | Granard        |
| Aghagah                                   | 286   | Granard   | Killoe          | Granard        |
| Aghagreagh                                | 1.145 | Granard   | Columbkille     | Granard        |
| Aghakeel                                  | 46    | Rathcline | Rathcline       | Ballymahon     |
| Aghakeeran                                | 414   | Granard   | Columbkille     | Granard        |
| Aghakeeran & Killashee                    | 371   | Moydow    | Killashee       | Longford       |
| Aghakilmore                               | 604   | Granard   | Columbkille     | Granard        |
| Aghakine                                  | 553   | Granard   | Columbkille     | Granard        |
| Aghaloughan                               | 121   | Rathcline | Rathcline       | Longford       |
| Aghalust                                  | 48    | Moydow    | Ballymacormick  | Longford       |
| Aghamore                                  | 124   | Granard   | Clonbroney      | Granard        |
| Aghamore                                  | 108   | Rathcline | Rathcline       | Longford       |
| Aghamore                                  | 87    | Ardagh    | Street          | Granard        |
| Aghamore Lower                            | 313   | Granard   | Columbkille     | Longford       |
| Aghamore Upper                            | 459   | Granard   | Columbkille     | Granard        |
| Aghanageeragh                             | 178   | Ardagh    | Ardagh          | Longford       |
| Aghanahown                                | 129   | Ardagh    | Ardagh          | Longford       |
| Aghantragh                                | 177   | Moydow    | Ballymacormick  | Longford       |
| Aghanvally                                | 68    | Moydow    | Taghsheenod     | Ballymahon     |
| Agharanagh                                | 173   | Shrule    | Taghshinny      | Ballymahon     |
| Agharanagh                                | 96    | Rathcline | Rathcline       | Longford       |
| Aghareagh                                 | 175   | Longford  | Templemichael   | Longford       |
| Aghareagh                                 | 60    | Ardagh    | Street          | Granard        |
| Aghareagh Bog                             | 147   | Longford  | Templemichael   | Longford       |
| Agharickard                               | 93    | Ardagh    | Templemichael   | Longford       |
| Agharra                                   | 442   | Shrule    | Agharra         | Ballymahon     |
| Aghavadden                                | 123   | Rathcline | Cashel          | Ballymahon     |
| Aghaward                                  | 281   | Granard   | Clonbroney      | Granard        |
| Aghinaspick                               | 231   | Moydow    | Moydow          | Longford       |
| Aghintemple                               | 191   | Ardagh    | Ardagh          | Longford       |
| Aghnacally Glebe                          | 34    | Ardagh    | Templemichael   | Longford       |
| Aghnacliff                                | 236   | Granard   | Columbkille     | Granard        |
| Aghnacranagh                              | 42    | Rathcline | Kilcommock      | Ballymahon     |
| Aghnacross                                | 85    | Rathcline | Cashel          | Ballymahon     |
| Aghnagarron                               | 511   | Granard   | Granard         | Granard        |
| Aghnagore                                 | 388   | Longford  | Killashee       | Longford       |
| Aghnamaddoo                               | 199   | Longford  | Killoe          | Longford       |
| Aghnashannagh                             | 386   | Granard   | Clonbroney      | Granard        |
| Aghnashingan                              | 95    | Moydow    | Kilcommock      | Ballymahon     |
| Aghnasillagh                              | 256   | Moydow    | Kilglass        | Ballymahon     |
| Aghnaskea                                 | 43    | Moydow    | Killashee       | Longford       |
| Aghnavealoge                              | 356   | Ardagh    | Rathreagh       | Ballymahon     |
| Ahanagh                                   | 146   | Longford  | Mohill          | Longford       |
| Aleenagh                                  | 91    | Ardagh    | Templemichael   | Longford       |
| Annagh                                    | 542   | Longford  | Killoe          | Longford       |
| Annagh                                    | 295   | Rathcline | Noughaval       | Ballymahon     |
| Annagh Beg                                | 186   | Moydow    | Killashee       | Longford       |
| Annagh More                               | 423   | Moydow    | Killashee       | Longford       |
| Annaghcooleen                             | 206   | Longford  | Mohill          | Longford       |
| Annaghdaniel                              | 199   | Granard   | Columbkille     | Longford       |
| Ardagh                                    | Town  | Ardagh    | Ardagh          | Longford       |
| Ardagullion                               | 661   | Granard   | Granard         | Granard        |
| Ardanragh                                 | 556   | Shrule    | Agharra         | Ballymahon     |
| Ardboghil                                 | 119   | Ardagh    | Ardagh          | Longford       |
| Ardnacassagh                              | 168   | Ardagh    | Templemichael   | Longford       |
| Ardoghil                                  | 254   | Rathcline | Shrule          | Ballymahon     |
| Ards                                      | 395   | Moydow    | Kilcommock      | Ballymahon     |
| Ash Island                                | 1     | Granard   | Killoe          | Granard        |
| Asnagh                                    | 449   | Granard   | Granard         | Granard        |
| Aughine                                   | 64    | Moydow    | Moydow          | Longford       |
| Back of the Hill                          | 329   | Ardagh    | Ardagh          | Longford       |
| Ballagh                                   | 226   | Rathcline | Cashel          | Ballymahon     |
| Ballagh                                   | 216   | Longford  | Clongesh        | Longford       |
| Ballagh (Achmuty) (o Achmuty)             | 135   | Longford  | Clongesh        | Longford       |
| Ballaghgowla                              | 41    | Ardagh    | Street          | Granard        |
| Ballina                                   | 145   | Rathcline | Cashel          | Ballymahon     |
| Ballinalee                                | Town  | Granard   | Clonbroney      | Granard        |
| Ballinalee (o Saintjohnstown)             | 161   | Granard   | Clonbroney      | Granard        |
| Ballinamore                               | 240   | Moydow    | Ballymacormick  | Longford       |
| Ballincurry                               | 159   | Longford  | Killoe          | Longford       |
| Ballindagny & Cullyvore                   | 291   | Ardagh    | Mostrim         | Granard        |
| Ballinlough                               | 326   | Granard   | Granard         | Granard        |
| Ballinreaghan                             | 138   | Ardagh    | Ardagh          | Longford       |
| Ballinree and Ballymoat                   | 310   | Ardagh    | Ardagh          | Longford       |
| Ballinroddy                               | 302   | Ardagh    | Ardagh          | Longford       |
| Ballinrooey                               | 493   | Granard   | Abbeylara       | Granard        |
| Ballinrud East                            | 108   | Granard   | Granard         | Granard        |
| Ballinrud Glebe                           | 41    | Granard   | Granard         | Granard        |
| Ballinrud West                            | 14    | Granard   | Granard         | Granard        |
| Ballintempan                              | 87    | Moydow    | Ballymacormick  | Longford       |
| Ballintober (Bonny)                       | 172   | Moydow    | Taghsheenod     | Ballymahon     |
| Ballintober (Rock)                        | 67    | Moydow    | Taghsheenod     | Ballymahon     |
| Ballinulty Lower                          | 299   | Granard   | Columbkille     | Granard        |
| Ballinulty Upper                          | 311   | Granard   | Columbkille     | Granard        |
| Ballinvoher                               | 42    | Moydow    | Moydow          | Longford       |
| Balloo                                    | 272   | Ardagh    | Street          | Granard        |
| Ballybeg                                  | 250   | Moydow    | Taghsheenod     | Ballymahon     |
| Ballyboy                                  | 261   | Granard   | Abbeylara       | Granard        |
| Ballybranigan                             | 283   | Rathcline | Shrule          | Ballymahon     |
| Ballybrien                                | 236   | Granard   | Granard         | Granard        |
| Ballyclamay                               | 413   | Shrule    | Forgney         | Ballymahon     |
| Ballyclare                                | 115   | Moydow    | Killashee       | Longford       |
| Ballyclare                                | 30    | Moydow    | Ballymacormick  | Longford       |
| Ballycloghan                              | 208   | Moydow    | Kilglass        | Ballymahon     |
| Ballycore                                 | 148   | Moydow    | Killashee       | Longford       |
| Ballydrum                                 | 184   | Moydow    | Killashee       | Longford       |
| Ballyduffy                                | 730   | Granard   | Killoe          | Granard        |
| Ballygar                                  | 77    | Ardagh    | Ardagh          | Longford       |
| Ballygarve                                | 463   | Longford  | Killoe          | Longford       |
| Ballygibbagh                              | 75    | Moydow    | Taghsheenod     | Ballymahon     |
| Ballygilchrist                            | 263   | Granard   | Granard         | Granard        |
| Ballyglassin                              | 375   | Shrule    | Kilglass        | Ballymahon     |
| Ballyhoolivan                             | 177   | Granard   | Killoe          | Granard        |
| Ballykenny                                | 308   | Longford  | Clongesh        | Longford       |
| Ballyknock                                | 212   | Moydow    | Kilcommock      | Ballymahon     |
| Ballymaclifford                           | 104   | Ardagh    | Kilglass        | Ballymahon     |
| Ballymacroly                              | 62    | Granard   | Granard         | Granard        |
| Ballymacshane                             | 72    | Shrule    | Agharra         | Ballymahon     |
| Ballymacwilliam                           | 119   | Ardagh    | Templemichael   | Longford       |
| Ballymahon                                | Town  | Shrule    | Noughaval       | Ballymahon     |
| Ballymahon                                | Town  | Rathcline | Shrule          | Ballymahon     |
| Ballymahon                                | 276   | Rathcline | Shrule          | Ballymahon     |
| Ballymakeegan                             | 243   | Ardagh    | Ballymacormick  | Longford       |
| Ballymaurice                              | 455   | Granard   | Granard         | Granard        |
| Ballymichan                               | 138   | Moydow    | Ballymacormick  | Longford       |
| Ballyminion                               | 291   | Ardagh    | Ballymacormick  | Longford       |
| Ballymoat & Ballinree                     | 310   | Ardagh    | Ardagh          | Longford       |
| Ballymore                                 | 551   | Granard   | Granard         | Granard        |
| Ballymulvey                               | 451   | Rathcline | Shrule          | Ballymahon     |
| Ballynacross                              | 392   | Granard   | Granard         | Granard        |
| Ballynagoshen                             | 267   | Longford  | Killoe          | Longford       |
| Ballynahinch                              | 425   | Rathcline | Cashel          | Ballymahon     |
| Ballynakill                               | 525   | Moydow    | Killashee       | Longford       |
| Ballynamanagh                             | 219   | Moydow    | Taghsheenod     | Ballymahon     |
| Ballynascraw                              | 329   | Granard   | Clonbroney      | Granard        |
| Ballyreaghan                              | 239   | Granard   | Clonbroney      | Granard        |
| Ballyrevagh                               | 236   | Rathcline | Cashel          | Ballymahon     |
| Ballywalter                               | 190   | Ardagh    | Ardagh          | Longford       |
| Ballywillin                               | 364   | Granard   | Granard         | Granard        |
| Balnagall                                 | 112   | Granard   | Granard         | Granard        |
| Banghill                                  | 74    | Ardagh    | Ardagh          | Longford       |
| Barnacor                                  | 354   | Rathcline | Rathcline       | Longford       |
| Barnacor                                  | 294   | Rathcline | Shrule          | Ballymahon     |
| Barne                                     | 200   | Ardagh    | Mostrim         | Granard        |
| Barney                                    | 360   | Ardagh    | Ardagh          | Longford       |
| Barneygole                                | 269   | Ardagh    | Ardagh          | Longford       |
| Barrack Bog                               | 14    | Ardagh    | Ballymacormick  | Longford       |
| Barragh Beg                               | 217   | Longford  | Killoe          | Longford       |
| Barragh More                              | 434   | Longford  | Killoe          | Longford       |
| Barroe                                    | 33    | Moydow    | Moydow          | Longford       |
| Barry                                     | Town  | Shrule    | Taghshinny      | Ballymahon     |
| Barry                                     | 242   | Shrule    | Taghshinny      | Ballymahon     |
| Barry                                     | 149   | Shrule    | Kilcommock      | Ballymahon     |
| Bawn                                      | 538   | Moydow    | Moydow          | Longford       |
| Bawn                                      | 381   | Longford  | Killoe          | Longford       |
| Bawn Mountain                             | 283   | Moydow    | Moydow          | Longford       |
| Begnagh                                   | 449   | Moydow    | Killashee       | Longford       |
| Birrinagh                                 | 336   | Granard   | Killoe          | Granard        |
| Bleanavoher                               | 325   | Rathcline | Rathcline       | Longford       |
| Bohermore                                 | 351   | Ardagh    | Ardagh          | Longford       |
| Bohernacross                              | 92    | Ardagh    | Ardagh          | Longford       |
| Bohernameeltoge                           | 130   | Longford  | Killoe          | Longford       |
| Bracklon                                  | 623   | Ardagh    | Mostrim         | Granard        |
| Breaghy                                   | 167   | Granard   | Clonbroney      | Granard        |
| Breanrisk                                 | 254   | Longford  | Clongesh        | Longford       |
| Breanriskcullew                           | 254   | Longford  | Killoe          | Granard        |
| Breany                                    | 801   | Ardagh    | Kilglass        | Longford       |
| Brianstown                                | 314   | Longford  | Clongesh        | Longford       |
| Brickeens                                 | 146   | Moydow    | Ballymacormick  | Longford       |
| Briskil                                   | 333   | Longford  | Clongesh        | Longford       |
| Brocklagh                                 | 378   | Longford  | Killoe          | Longford       |
| Brownbog                                  | 31    | Longford  | Templemichael   | Longford       |
| Bunacloy                                  | 40    | Moydow    | Killashee       | Longford       |
| Bunalough                                 | 47    | Moydow    | Moydow          | Longford       |
| Bunanass                                  | 134   | Longford  | Mohill          | Longford       |
| Bundoon                                   | 65    | Longford  | Killoe          | Longford       |
| Bunlahy                                   | Town  | Granard   | Granard         | Granard        |
| Bunlahy                                   | 177   | Granard   | Granard         | Granard        |
| Bushy Island                              | 1     | Rathcline | Rathcline       | Longford       |
| Cahanagh                                  | 181   | Longford  | Clongesh        | Longford       |
| Caherdague                                | 40    | Ardagh    | Street          | Granard        |
| Caldragh                                  | 132   | Longford  | Clongesh        | Longford       |
| Caldraghmore                              | 176   | Moydow    | Ballymacormick  | Longford       |
| Calfpark                                  | 10    | Moydow    | Ballymacormick  | Longford       |
| Caltragh Beg                              | 188   | Rathcline | Cashel          | Ballymahon     |
| Caltragh More                             | 206   | Rathcline | Cashel          | Ballymahon     |
| Cam                                       | 406   | Ardagh    | Mostrim         | Granard        |
| Camagh                                    | 387   | Granard   | Abbeylara       | Granard        |
| Camagh                                    | 355   | Longford  | Killoe          | Longford       |
| Camlisk Beg                               | 59    | Ardagh    | Mostrim         | Granard        |
| Camlisk More                              | 147   | Ardagh    | Mostrim         | Granard        |
| Carn                                      | 287   | Shrule    | Kilglass        | Ballymahon     |
| Carnan                                    | 267   | Ardagh    | Ardagh          | Longford       |
| Carragh                                   | 279   | Granard   | Granard         | Granard        |
| Carrickadorrish                           | 373   | Granard   | Columbkille     | Granard        |
| Carrickateane                             | 205   | Granard   | Clonbroney      | Granard        |
| Carrickbeg                                | 44    | Shrule    | Noughaval       | Ballymahon     |
| Carrickboy                                | 149   | Shrule    | Kilglass        | Ballymahon     |
| Carrickduff                               | 390   | Granard   | Abbeylara       | Granard        |
| Carrickedmond                             | 245   | Moydow    | Taghsheenod     | Ballymahon     |
| CarrickglassDemesne                       | 434   | Longford  | Killoe          | Longford       |
| CarrickglassDemesne                       | 144   | Ardagh    | Templemichael   | Longford       |
| Carrickmaguirk                            | 348   | Granard   | Columbkille     | Granard        |
| Carrickmoran                              | 90    | Rathcline | Cashel          | Ballymahon     |
| Carrickmoyragh                            | 376   | Longford  | Clongesh        | Longford       |
| Carrigeen                                 | 302   | Ardagh    | Rathreagh       | Ballymahon     |
| Carrigeen                                 | 94    | Moydow    | Ballymacormick  | Longford       |
| Carrigeen                                 | 48    | Moydow    | Taghsheenod     | Ballymahon     |
| Carrigeens                                | 117   | Rathcline | Rathcline       | Longford       |
| Carrow Beg                                | 225   | Rathcline | Cashel          | Ballymahon     |
| Carrow More                               | 87    | Rathcline | Cashel          | Ballymahon     |
| Carrowbeg                                 | 147   | Longford  | Clongesh        | Longford       |
| Carrowdunican                             | 68    | Rathcline | Cashel          | Ballymahon     |
| Carrowlinan                               | 359   | Granard   | Clonbroney      | Granard        |
| Carrowmanagh                              | 169   | Moydow    | Ballymacormick  | Longford       |
| Carrownphull                              | 83    | Rathcline | Rathcline       | Longford       |
| Carrowroe                                 | 347   | Rathcline | Rathcline       | Longford       |
| Carrowrory                                | 131   | Rathcline | Cashel          | Ballymahon     |
| Carrowstrawly                             | 190   | Rathcline | Rathcline       | Longford       |
| Cartoon                                   | 67    | Rathcline | Cashel          | Ballymahon     |
| Cartron                                   | 708   | Granard   | Granard         | Granard        |
| Cartron                                   | 230   | Shrule    | Noughaval       | Ballymahon     |
| Cartron Big                               | 180   | Ardagh    | Templemichael   | Longford       |
| Cartron Little                            | 117   | Ardagh    | Templemichael   | Longford       |
| Cartronageeragh                           | 237   | Ardagh    | Ballymacormick  | Longford       |
| Cartronamarkey                            | 266   | Granard   | Abbeylara       | Granard        |
| Cartronawar                               | 278   | Ardagh    | Ardagh          | Longford       |
| Cartronawar                               | 95    | Rathcline | Kilcommock      | Ballymahon     |
| Cartronbore                               | 226   | Granard   | Granard         | Granard        |
| Cartronboy                                | 136   | Rathcline | Shrule          | Ballymahon     |
| Cartronbrack                              | 272   | Rathcline | Kilcommock      | Ballymahon     |
| Cartroncar                                | 210   | Granard   | Granard         | Granard        |
| Cartronfin                                | 52    | Shrule    | Taghshinny      | Ballymahon     |
| Cartrongar                                | 52    | Longford  | Clongesh        | Longford       |
| Cartrongarrow                             | 490   | Moydow    | Ardagh          | Longford       |
| Cartrongolan                              | 441   | Longford  | Killoe          | Longford       |
| Cartronlebagh                             | 199   | Longford  | Templemichael   | Longford       |
| Cartronreagh                              | 224   | Ardagh    | Clonbroney      | Granard        |
| Cartrons                                  | 316   | Longford  | Clongesh        | Longford       |
| Cartrons                                  | 252   | Moydow    | Kilcommock      | Ballymahon     |
| Cashel                                    | 312   | Rathcline | Cashel          | Ballymahon     |
| Cashelbeg                                 | 167   | Rathcline | Rathcline       | Longford       |
| Castlebaun                                | 256   | Granard   | Clonbroney      | Granard        |
| Castlebrock                               | 239   | Granard   | Clonbroney      | Granard        |
| Castlecore                                | 268   | Rathcline | Shrule          | Ballymahon     |
| Castleforbes Demesne                      | 1.347 | Longford  | Clongesh        | Longford       |
| Castlenugent                              | 500   | Ardagh    | Granard         | Granard        |
| Castlerea                                 | 150   | Moydow    | Moydow          | Longford       |
| Castlerea Mountain                        | 458   | Moydow    | Moydow          | Ballymahon     |
| Castlewilder                              | 269   | Shrule    | Agharra         | Ballymahon     |
| Cavan                                     | 135   | Granard   | Clonbroney      | Granard        |
| Churchquarter                             | 49    | Granard   | Granard         | Granard        |
| Claras                                    | 532   | Rathcline | Cashel          | Ballymahon     |
| Clawinch                                  | 39    | Rathcline | Cashel          | Ballymahon     |
| Cleenrah                                  | 355   | Granard   | Columbkille     | Granard        |
| Cleggill                                  | 240   | Longford  | Clongesh        | Longford       |
| Cleraun                                   | 335   | Rathcline | Cashel          | Ballymahon     |
| Clogh                                     | 273   | Granard   | Abbeylara       | Granard        |
| Clogh                                     | 185   | Rathcline | Kilcommock      | Ballymahon     |
| Cloghan                                   | 384   | Moydow    | Moydow          | Ballymahon     |
| Cloghan                                   | 339   | Shrule    | Forgney         | Ballymahon     |
| Cloghchurnel                              | 563   | Granard   | Granard         | Granard        |
| Clogher and Rinn                          | 261   | Longford  | Killashee       | Longford       |
| Clonbroney                                | 333   | Granard   | Clonbroney      | Granard        |
| Clonca                                    | 297   | Ardagh    | Mostrim         | Granard        |
| Cloncowley                                | 361   | Longford  | Killoe          | Longford       |
| Clontumpher                               | 613   | Longford  | Killoe          | Longford       |
| Clontymullan                              | 654   | Ardagh    | Rathreagh       | Ballymahon     |
| Clonwhelan                                | 387   | Ardagh    | Mostrim         | Granard        |
| Cloonageeher                              | 707   | Longford  | Mohill          | Longford       |
| Cloonagh                                  | 676   | Longford  | Killoe          | Longford       |
| Cloonagh                                  | 463   | Granard   | Columbkille     | Granard        |
| Cloonagh                                  | 98    | Moydow    | Kilglass        | Ballymahon     |
| Cloonagh & Kilglass                       | 70    | Ardagh    | Kilglass        | Ballymahon     |
| Cloonaghmore                              | 171   | Granard   | Abbeylara       | Granard        |
| Cloonahard                                | 366   | Ardagh    | Templemichael   | Longford       |
| Cloonahussey                              | 153   | Ardagh    | Templemichael   | Longford       |
| Cloonanny                                 | 175   | Moydow    | Ballymacormick  | Longford       |
| Cloonanny Glebe                           | 177   | Longford  | Templemichael   | Longford       |
| Cloonard                                  | 416   | Longford  | Killashee       | Longford       |
| Cloonard                                  | 409   | Rathcline | Taghshinny      | Ballymahon     |
| Cloonart North                            | 266   | Longford  | Mohill          | Longford       |
| Cloonart South                            | 294   | Longford  | Mohill          | Longford       |
| Cloonback                                 | 320   | Granard   | Columbkille     | Longford       |
| Cloonbalt                                 | 269   | Longford  | Templemichael   | Longford       |
| Cloonbearla                               | 693   | Moydow    | Killashee       | Longford       |
| Cloonbony                                 | 540   | Rathcline | Rathcline       | Longford       |
| Cloonbreany                               | 492   | Rathcline | Kilcommock      | Ballymahon     |
| Cloonbrin                                 | 442   | Shrule    | Abbeyshrule     | Ballymahon     |
| Cloonbrock                                | 383   | Moydow    | Killashee       | Longford       |
| Clooncallow                               | 453   | Shrule    | Forgney         | Ballymahon     |
| Clooncaulfield                            | 368   | Ardagh    | Ardagh          | Longford       |
| Clooncolligan                             | 196   | Longford  | Mohill          | Longford       |
| Clooncoose                                | 382   | Ardagh    | Templemichael   | Longford       |
| Clooncoose                                | 107   | Granard   | Clonbroney      | Granard        |
| Clooncullen                               | 798   | Shrule    | Noughaval       | Ballymahon     |
| Cloondara                                 | Town  | Longford  | Killashee       | Longford       |
| Cloondara                                 | 1.429 | Longford  | Killashee       | Longford       |
| Cloonee                                   | 236   | Longford  | Killoe          | Longford       |
| Clooneen                                  | 429   | Granard   | Columbkille     | Granard        |
| Clooneen                                  | 378   | Shrule    | Forgney         | Ballymahon     |
| Clooneen (Beirne)                         | 114   | Longford  | Mohill          | Longford       |
| Clooneen (Cox)                            | 149   | Longford  | Mohill          | Longford       |
| Clooneen (Kennedy)                        | 139   | Longford  | Mohill          | Longford       |
| Clooneen (Shanly)                         | 123   | Longford  | Mohill          | Longford       |
| Clooneeny                                 | 413   | Ardagh    | Ballymacormick  | Longford       |
| Cloonellan                                | 403   | Longford  | Clongesh        | Longford       |
| Cloonelly                                 | 596   | Longford  | Killoe          | Longford       |
| Cloonevit                                 | 254   | Moydow    | Moydow          | Longford       |
| Cloonfide                                 | 146   | Moydow    | Taghsheenod     | Ballymahon     |
| Cloonfin                                  | 629   | Granard   | Granard         | Granard        |
| Cloonfinfy                                | 341   | Moydow    | Killashee       | Longford       |
| Cloonfiugh                                | 328   | Moydow    | Killashee       | Longford       |
| Cloonfore                                 | 999   | Rathcline | Rathcline       | Longford       |
| Clooniher                                 | 367   | Longford  | Mohill          | Longford       |
| Cloonkeen                                 | 306   | Rathcline | Shrule          | Ballymahon     |
| Cloonkeen                                 | 269   | Moydow    | Taghsheenod     | Ballymahon     |
| Cloonkeen                                 | 142   | Moydow    | Ballymacormick  | Longford       |
| Cloonker                                  | 257   | Moydow    | Moydow          | Longford       |
| Cloonmacart                               | 426   | Longford  | Killoe          | Longford       |
| Cloonmee                                  | 397   | Rathcline | Cashel          | Ballymahon     |
| Cloonmore                                 | 670   | Moydow    | Killashee       | Longford       |
| Cloonmucker                               | 138   | Moydow    | Moydow          | Longford       |
| Cloonrallagh                              | 400   | Longford  | Templemichael   | Longford       |
| Cloonscott                                | 369   | Moydow    | Taghsheenod     | Ballymahon     |
| Cloonsellan                               | 243   | Moydow    | Killashee       | Longford       |
| Cloonshannagh (o Coolamber Manor Demesne) | 590   | Ardagh    | Street          | Granard        |
| Cloonsheerin                              | 212   | Moydow    | Killashee       | Longford       |
| Cloontabeg                                | 270   | Rathcline | Rathcline       | Longford       |
| Cloontagh                                 | 326   | Longford  | Clongesh        | Longford       |
| Cloontamore                               | 566   | Moydow    | Killashee       | Longford       |
| Cloontirm                                 | 350   | Ardagh    | Ballymacormick  | Longford       |
| Cloonturk                                 | 275   | Ardagh    | Ballymacormick  | Longford       |
| Clygeen                                   | 102   | Ardagh    | Kilglass        | Ballymahon     |
| Clynan                                    | 447   | Shrule    | Forgney         | Ballymahon     |
| Colehill                                  | 171   | Shrule    | Taghshinny      | Ballymahon     |
| Collum                                    | 360   | Rathcline | Cashel          | Ballymahon     |
| Commock                                   | 117   | Moydow    | Moydow          | Longford       |
| Commons                                   | 55    | Rathcline | Cashel          | Ballymahon     |
| Commons North                             | 159   | Rathcline | Rathcline       | Longford       |
| Commons South                             | 31    | Rathcline | Rathcline       | Longford       |
| Coolagherty                               | 322   | Granard   | Granard         | Granard        |
| Coolamber                                 | 275   | Ardagh    | Street          | Granard        |
| Coolamber Manor (o Cloonshannagh)         | 590   | Ardagh    | Street          | Granard        |
| Coolcaw                                   | 277   | Ardagh    | Ardagh          | Longford       |
| Coolcor                                   | 312   | Granard   | Granard         | Granard        |
| Coolcraff                                 | 836   | Granard   | Abbeylara       | Granard        |
| Cooldoney                                 | 583   | Granard   | Abbeylara       | Granard        |
| Cooleeny                                  | 687   | Ardagh    | Templemichael   | Longford       |
| Cooleshill (o Richford)                   | 289   | Ardagh    | Templemichael   | Longford       |
| Coolnafinnoge                             | 28    | Ardagh    | Kilglass        | Ballymahon     |
| Coolnahinch                               | 318   | Moydow    | Kilcommock      | Ballymahon     |
| Coolnahinch                               | 121   | Ardagh    | Templemichael   | Longford       |
| Coonkeel                                  | 313   | Moydow    | Killashee       | Longford       |
| Corbaun (o Leitrim)                       | 151   | Granard   | Columbkille     | Granard        |
| Corbeagh                                  | 137   | Granard   | Clonbroney      | Granard        |
| Corboy                                    | 923   | Longford  | Killoe          | Longford       |
| Corclaragh                                | 431   | Ardagh    | Mostrim         | Granard        |
| Cordivin                                  | 135   | Moydow    | Ballymacormick  | Longford       |
| Corglass                                  | 750   | Longford  | Killoe          | Longford       |
| Corlagan                                  | 12    | Moydow    | Ballymacormick  | Longford       |
| Corlea                                    | 659   | Rathcline | Kilcommock      | Ballymahon     |
| Cormaglava                                | 356   | Rathcline | Cashel          | Ballymahon     |
| Cornacarta                                | 160   | Rathcline | Kilcommock      | Ballymahon     |
| Cornacullew                               | 652   | Longford  | Killoe          | Longford       |
| Cornadowagh                               | 515   | Rathcline | Cashel          | Ballymahon     |
| Cornadrung                                | 402   | Granard   | Columbkille     | Granard        |
| Cornafunshin                              | 262   | Longford  | Killoe          | Longford       |
| Cornaguillagh                             | 101   | Rathcline | Cashel          | Ballymahon     |
| Cornahoo                                  | 75    | Moydow    | Kilcommock      | Ballymahon     |
| Cornamucklagh                             | 404   | Shrule    | Forgney         | Ballymahon     |
| Cornapark                                 | 481   | Ardagh    | Ardagh          | Longford       |
| Corneddan                                 | 440   | Longford  | Killoe          | Longford       |
| Cornollen                                 | 169   | Longford  | Clongesh        | Longford       |
| Corrabaun                                 | 200   | Longford  | Killoe          | Longford       |
| Corrabaun                                 | 135   | Shrule    | Taghshinny      | Ballymahon     |
| Corrabaun                                 | 74    | Ardagh    | Templemichael   | Longford       |
| Corrabola                                 | 282   | Shrule    | Taghshinny      | Ballymahon     |
| Corrabola                                 | 46    | Ardagh    | Rathreagh       | Ballymahon     |
| Corradooey                                | 176   | Ardagh    | Templemichael   | Longford       |
| Corragarrow                               | 177   | Moydow    | Killashee       | Longford       |
| Corragarrow                               | 93    | Longford  | Templemichael   | Longford       |
| Corralough                                | 248   | Rathcline | Rathcline       | Longford       |
| Corrinagh                                 | 449   | Granard   | Columbkille     | Longford       |
| Corrool (Brennan)                         | 162   | Rathcline | Cashel          | Ballymahon     |
| Corrool (Fox)                             | 204   | Rathcline | Cashel          | Ballymahon     |
| Corrool (Kenny)                           | 318   | Rathcline | Cashel          | Ballymahon     |
| Corry                                     | 315   | Longford  | Clongesh        | Longford       |
| Corry                                     | 208   | Shrule    | Kilglass        | Ballymahon     |
| Corrycorka                                | 152   | Shrule    | Kilglass        | Ballymahon     |
| Corryena                                  | 140   | Rathcline | Kilcommock      | Ballymahon     |
| Craane                                    | 90    | Moydow    | Ballymacormick  | Longford       |
| Cranalagh More                            | 834   | Ardagh    | Mostrim         | Granard        |
| Cranally                                  | 269   | Granard   | Abbeylara       | Granard        |
| Crancam (o Kilfintan Lower)               | 50    | Ardagh    | Street          | Granard        |
| Cranlagh Beg                              | 449   | Ardagh    | Mostrim         | Granard        |
| Creagh                                    | 238   | Rathcline | Kilcommock      | Ballymahon     |
| Creelaghta                                | 432   | Longford  | Killoe          | Longford       |
| Creenagh                                  | 316   | Longford  | Clongesh        | Longford       |
| Creevagh Beg                              | 455   | Shrule    | Noughaval       | Ballymahon     |
| Creevaghmore                              | 384   | Shrule    | Forgney         | Ballymahon     |
| Creevaghmore                              | 164   | Shrule    | Noughaval       | Ballymahon     |
| Creeve                                    | 320   | Longford  | Killoe          | Longford       |
| Creevy                                    | 549   | Granard   | Granard         | Granard        |
| Crockaun                                  | 84    | Moydow    | Ballymacormick  | Longford       |
| Cross                                     | 204   | Ardagh    | Ardagh          | Longford       |
| Cross                                     | 121   | Rathcline | Cashel          | Ballymahon     |
| Crossea North                             | 253   | Ardagh    | Ardagh          | Longford       |
| Crossea South                             | 300   | Ardagh    | Ardagh          | Longford       |
| Crott                                     | 780   | Granard   | Killoe          | Granard        |
| Crowdrumman                               | 294   | Longford  | Killoe          | Longford       |
| Cuingareen                                | 265   | Granard   | Columbkille     | Longford       |
| Culleenmore                               | 459   | Granard   | Columbkille     | Granard        |
| Cullentragh                               | 504   | Rathcline | Rathcline       | Ballymahon     |
| Cullentragh                               | 143   | Rathcline | Cashel          | Ballymahon     |
| Culloge                                   | 111   | Ardagh    | Mostrim         | Granard        |
| Cullyvore and Ballindagny                 | 291   | Ardagh    | Mostrim         | Granard        |
| Culnagore                                 | 184   | Rathcline | Cashel          | Ballymahon     |
| Culray                                    | 658   | Granard   | Abbeylara       | Granard        |
| Curraghmore                               | 204   | Moydow    | Moydow          | Ballymahon     |
| Curreen                                   | 61    | Rathcline | Rathcline       | Longford       |
| Curry                                     | 359   | Moydow    | Ballymacormick  | Longford       |
| Curry                                     | 187   | Moydow    | Kilcommock      | Ballymahon     |
| Curry                                     | 167   | Ardagh    | Street          | Granard        |
| Curry                                     | 148   | Ardagh    | Mostrim         | Granard        |
| Currycahill                               | 105   | Granard   | Clonbroney      | Granard        |
| Currycreaghan                             | 306   | Moydow    | Taghsheenod     | Ballymahon     |
| Currygrane                                | 600   | Granard   | Clonbroney      | Granard        |
| Currygranny                               | 427   | Longford  | Clongesh        | Longford       |
| Dalystown                                 | 444   | Granard   | Abbeylara       | Granard        |
| Daroge                                    | 412   | Rathcline | Shrule          | Ballymahon     |
| Deanscurragh                              | 75    | Ardagh    | Templemichael   | Longford       |
| Deerpark                                  | 271   | Shrule    | Agharra         | Ballymahon     |
| Deerpark                                  | 191   | Longford  | Clongesh        | Longford       |
| Deerpark                                  | 45    | Ardagh    | Ardagh          | Longford       |
| Demesne                                   | 146   | Longford  | Templemichael   | Longford       |
| Derawley                                  | 649   | Longford  | Killoe          | Longford       |
| Derragh                                   | 1.115 | Granard   | Abbeylara       | Granard        |
| Derraghan Beg                             | 387   | Rathcline | Cashel          | Ballymahon     |
| Derraghan More                            | 723   | Rathcline | Cashel          | Ballymahon     |
| Derreenavoggy                             | 187   | Granard   | Columbkille     | Granard        |
| Derrindiff                                | 329   | Rathcline | Cashel          | Ballymahon     |
| Derryad                                   | 639   | Moydow    | Killashee       | Longford       |
| Derryad                                   | 457   | Rathcline | Kilcommock      | Ballymahon     |
| Derryaroge                                | 382   | Moydow    | Killashee       | Longford       |
| Derryart                                  | 270   | Moydow    | Killashee       | Ballymahon     |
| Derrycassan                               | 944   | Granard   | Columbkille     | Granard        |
| Derrycolumb                               | 409   | Rathcline | Cashel          | Ballymahon     |
| Derrydarragh                              | 289   | Rathcline | Cashel          | Ballymahon     |
| Derrygeel                                 | 321   | Rathcline | Rathcline       | Longford       |
| Derryglash                                | 211   | Rathcline | Cashel          | Ballymahon     |
| Derryglogher                              | 326   | Moydow    | Kilcommock      | Ballymahon     |
| Derrygowna                                | 902   | Rathcline | Cashel          | Ballymahon     |
| Derryharrow                               | 275   | Longford  | Templemichael   | Longford       |
| Derryheelan                               | 250   | Longford  | Killoe          | Longford       |
| Derrylough                                | 517   | Rathcline | Kilcommock      | Ballymahon     |
| Derryloughbannow                          | 161   | Rathcline | Rathcline       | Longford       |
| Derrymacar                                | 426   | Rathcline | Cashel          | Ballymahon     |
| Derrymany                                 | 311   | Rathcline | Cashel          | Ballymahon     |
| Derrymore                                 | 357   | Moydow    | Ardagh          | Longford       |
| Derrynabuntale                            | 526   | Rathcline | Shrule          | Ballymahon     |
| Derrynacrit                               | 115   | Longford  | Clongesh        | Longford       |
| Derrynacross                              | 328   | Longford  | Killoe          | Longford       |
| Derrynagalliagh                           | 348   | Rathcline | Cashel          | Ballymahon     |
| Derrynagran                               | 293   | Rathcline | Cashel          | Ballymahon     |
| Derrynaskea                               | 531   | Moydow    | Kilcommock      | Ballymahon     |
| Derryneel                                 | 72    | Granard   | Clonbroney      | Granard        |
| Derryoghil                                | 642   | Moydow    | Kilcommock      | Ballymahon     |
| Derryshannoge                             | 538   | Rathcline | Cashel          | Longford       |
| Derryveagh                                | 295   | Rathcline | Kilcommock      | Ballymahon     |
| Doonacurry                                | 58    | Rathcline | Kilcommock      | Ballymahon     |
| Doonacurry                                | 26    | Rathcline | Shrule          | Ballymahon     |
| Doonameran                                | 75    | Moydow    | Ballymacormick  | Longford       |
| Dooroc                                    | 376   | Longford  | Killoe          | Longford       |
| Doory                                     | 606   | Shrule    | Taghshinny      | Ballymahon     |
| Drinan                                    | 391   | Rathcline | Shrule          | Ballymahon     |
| Dring                                     | 241   | Granard   | Columbkille     | Granard        |
| Drumanure                                 | 414   | Shrule    | Abbeyshrule     | Ballymahon     |
| Drumard                                   | 544   | Longford  | Killoe          | Granard        |
| Drumbad                                   | 234   | Longford  | Killoe          | Longford       |
| Drumbaun                                  | 294   | Ardagh    | Ardagh          | Longford       |
| Drumderg                                  | 401   | Granard   | Clonbroney      | Granard        |
| Drumhalry                                 | 895   | Granard   | Killoe          | Granard        |
| Drumhaughly                               | 190   | Longford  | Killoe          | Longford       |
| Druminacrehir                             | 353   | Granard   | Columbkille     | Granard        |
| Drumming                                  | 597   | Moydow    | Kilglass        | Ballymahon     |
| Drumlish                                  | Town  | Longford  | Killoe          | Longford       |
| Drumlish                                  | 557   | Longford  | Killoe          | Longford       |
| Drumlougher                               | 75    | Ardagh    | Ardagh          | Longford       |
| Drumman                                   | 71    | Ardagh    | Street          | Granard        |
| Drummeel                                  | 737   | Granard   | Clonbroney      | Granard        |
| Drumnacooha                               | 243   | Longford  | Killoe          | Longford       |
| Drumnacor                                 | 237   | Rathcline | Shrule          | Ballymahon     |
| Drumnacross                               | 467   | Granard   | Clonbroney      | Granard        |
| Drumnahara                                | 183   | Granard   | Clonbroney      | Granard        |
| Drumnee                                   | 565   | Rathcline | Cashel          | Ballymahon     |
| Drumroe                                   | 207   | Ardagh    | Ardagh          | Longford       |
| Drumure                                   | 351   | Longford  | Clongesh        | Longford       |
| Drumury                                   | 283   | Granard   | Killoe          | Granard        |
| Dunbeggan                                 | 324   | Granard   | Columbkille     | Granard        |
| Dunbeggan                                 | 284   | Moydow    | Ballymacormick  | Longford       |
| Edenmore                                  | 898   | Longford  | Killoe          | Longford       |
| Edera                                     | 303   | Rathcline | Shrule          | Ballymahon     |
| Edercloon                                 | 201   | Longford  | Mohill          | Longford       |
| Ederland                                  | 67    | Granard   | Clonbroney      | Granard        |
| Edgeworthstown                            | Town  | Ardagh    | Mostrim         | Granard        |
| Edgeworthstown                            | 283   | Ardagh    | Mostrim         | Granard        |
| Elfeet (Adamson)                          | 188   | Rathcline | Cashel          | Ballymahon     |
| Elfeet (Burke)                            | 87    | Rathcline | Cashel          | Ballymahon     |
| Enaghan                                   | 760   | Granard   | Killoe          | Granard        |
| Enybegs                                   | 832   | Longford  | Killoe          | Longford       |
| Esker North                               | 315   | Longford  | Killoe          | Longford       |
| Esker South                               | 747   | Longford  | Killoe          | Longford       |
| Faghey                                    | 131   | Longford  | Clongesh        | Longford       |
| Fardrumman                                | 823   | Longford  | Killoe          | Longford       |
| Farmullagh                                | 586   | Longford  | Killoe          | Granard        |
| Farnagh                                   | 213   | Ardagh    | Ballymacormick  | Longford       |
| Farraghroe                                | 463   | Longford  | Killoe          | Longford       |
| Farranakill                               | 20    | Shrule    | Taghsheenod     | Ballymahon     |
| Farranyoogan                              | 202   | Ardagh    | Ballymacormick  | Longford       |
| Feraghfad                                 | 722   | Ardagh    | Ballymacormick  | Longford       |
| Ferskill                                  | 532   | Granard   | Granard         | Granard        |
| Fihoges                                   | 99    | Longford  | Clongesh        | Longford       |
| Finnaragh                                 | 183   | Ardagh    | Ardagh          | Longford       |
| Finns                                     | 87    | Moydow    | Taghsheenod     | Ballymahon     |
| Firmount                                  | 160   | Granard   | Clonbroney      | Granard        |
| Fohoragh                                  | 789   | Granard   | Killoe          | Granard        |
| Forgney                                   | 887   | Shrule    | Forgney         | Ballymahon     |
| Formoyle (Farrell)                        | 226   | Rathcline | Rathcline       | Longford       |
| Formoyle (Newcomen)                       | 214   | Rathcline | Rathcline       | Longford       |
| Forthill                                  | 565   | Rathcline | Cashel          | Ballymahon     |
| Fortmill and Moyra                        | 168   | Ardagh    | Ardagh          | Longford       |
| Fortwilliam                               | 195   | Rathcline | Cashel          | Ballymahon     |
| Fostragh                                  | 617   | Longford  | Killoe          | Longford       |
| Foxhall                                   | 297   | Ardagh    | Rathreagh       | Ballymahon     |
| Foxhall Glebe                             | 32    | Ardagh    | Rathreagh       | Ballymahon     |
| Foygh                                     | 410   | Rathcline | Kilcommock      | Ballymahon     |
| France                                    | 126   | Granard   | Clonbroney      | Granard        |
| Freaghmeen                                | 137   | Ardagh    | Street          | Granard        |
| Freehalman                                | 119   | Ardagh    | Templemichael   | Longford       |
| Froghan                                   | 188   | Ardagh    | Street          | Granard        |
| Furze                                     | 81    | Ardagh    | Rathreagh       | Ballymahon     |
| Gaigue                                    | 952   | Longford  | Killoe          | Longford       |
| Gallid                                    | 252   | Granard   | Granard         | Granard        |
| Garranboy                                 | 65    | Moydow    | Moydow          | Longford       |
| Garrowhill                                | 260   | Longford  | Clongesh        | Longford       |
| Garryandrew                               | 148   | Ardagh    | Mostrim         | Granard        |
| Garrycam                                  | 331   | Moydow    | Kilglass        | Ballymahon     |
| Garryconnell                              | 138   | Ardagh    | Ardagh          | Longford       |
| Garrynagh                                 | 94    | Shrule    | Noughaval       | Ballymahon     |
| Garvagh                                   | 368   | Granard   | Clonbroney      | Granard        |
| Garvagh                                   | 145   | Ardagh    | Ballymacormick  | Longford       |
| Garvary                                   | 231   | Longford  | Killoe          | Longford       |
| Gelshagh                                  | 539   | Granard   | Columbkille     | Granard        |
| Glack                                     | 107   | Ardagh    | Templemichael   | Longford       |
| Glannagh                                  | 243   | Granard   | Killoe          | Granard        |
| Glebe                                     | 80    | Ardagh    | Kilglass        | Ballymahon     |
| Glebe                                     | 57    | Rathcline | Shrule          | Ballymahon     |
| Glebe                                     | 54    | Rathcline | Cashel          | Ballymahon     |
| Glebe                                     | 52    | Rathcline | Rathcline       | Longford       |
| Glebe                                     | 46    | Shrule    | Taghshinny      | Ballymahon     |
| Glebe                                     | 42    | Longford  | Killashee       | Longford       |
| Glebe                                     | 24    | Ardagh    | Ballymacormick  | Longford       |
| Glen                                      | 510   | Ardagh    | Ardagh          | Longford       |
| Glenmore                                  | 689   | Longford  | Killoe          | Longford       |
| Glenmore                                  | 494   | Moydow    | Kilcommock      | Ballymahon     |
| Glenoghil                                 | 520   | Granard   | Clonbroney      | Granard        |
| Gneeve                                    | 166   | Ardagh    | Mostrim         | Granard        |
| Goats Island                              | 3     | Rathcline | Rathcline       | Longford       |
| Gorteen                                   | 108   | Granard   | Clonbroney      | Granard        |
| Gorteenagloon                             | 148   | Moydow    | Ballymacormick  | Longford       |
| Gorteenboy                                | 163   | Moydow    | Ballymacormick  | Longford       |
| Gorteenclareen                            | 644   | Rathcline | Shrule          | Ballymahon     |
| Gorteengar                                | 246   | Rathcline | Rathcline       | Longford       |
| Gorteenorna                               | 278   | Longford  | Clongesh        | Longford       |
| Gorteenrevagh                             | 55    | Granard   | Clonbroney      | Granard        |
| Gowlan                                    | 532   | Moydow    | Ballymacormick  | Longford       |
| Graffoge                                  | 152   | Moydow    | Ardagh          | Longford       |
| Graffoge                                  | 124   | Granard   | Granard         | Granard        |
| Gragh                                     | 104   | Moydow    | Ballymacormick  | Longford       |
| Granard                                   | Town  | Granard   | Granard         | Granard        |
| Granard                                   | 65    | Granard   | Granard         | Granard        |
| Granardkill                               | 409   | Granard   | Granard         | Granard        |
| Grassyard                                 | 192   | Granard   | Granard         | Granard        |
| Greagh                                    | 267   | Longford  | Killoe          | Longford       |
| Greenhall Lower                           | 102   | Rathcline | Cashel          | Ballymahon     |
| Greenhall Upper                           | 231   | Rathcline | Cashel          | Ballymahon     |
| Greville                                  | 32    | Granard   | Granard         | Granard        |
| Grillagh                                  | 192   | Moydow    | Killashee       | Longford       |
| Grillagh                                  | 135   | Ardagh    | Ardagh          | Longford       |
| Halfcartron                               | 48    | Granard   | Granard         | Granard        |
| Higginstown                               | 144   | Granard   | Granard         | Granard        |
| Horse Island                              | 1     | Rathcline | Cashel          | Ballymahon     |
| Incharmcdermot                            | 12    | Rathcline | Rathcline       | Longford       |
| Inchcleraun                               | 100   | Rathcline | Cashel          | Ballymahon     |
| Inchenagh                                 | 69    | Rathcline | Rathcline       | Longford       |
| Inchmore                                  | 17    | Granard   | Abbeylara       | Granard        |
| Inchmore                                  | 14    | Granard   | Columbkille     | Granard        |
| Island                                    | 238   | Rathcline | Kilcommock      | Ballymahon     |
| Jasper Island                             | 1     | Granard   | Columbkille     | Granard        |
| Keel                                      | 740   | Moydow    | Kilglass        | Ballymahon     |
| Keel                                      | 524   | Shrule    | Noughaval       | Ballymahon     |
| Keelbaun                                  | 68    | Shrule    | Noughaval       | Ballymahon     |
| Keelogalabaun                             | 82    | Moydow    | Moydow          | Longford       |
| Keeloge                                   | 150   | Moydow    | Moydow          | Ballymahon     |
| Keelogenasause                            | 124   | Ardagh    | Mostrim         | Granard        |
| Keeloges                                  | 170   | Ardagh    | Ardagh          | Longford       |
| Keenagh                                   | Town  | Rathcline | Kilcommock      | Ballymahon     |
| Keenagh                                   | 216   | Rathcline | Kilcommock      | Ballymahon     |
| Kilbride                                  | 255   | Granard   | Abbeylara       | Granard        |
| Kilcommock Glebe                          | 352   | Rathcline | Kilcommock      | Ballymahon     |
| Kilcourcey                                | 216   | Ardagh    | Mostrim         | Granard        |
| Kilcurry                                  | 578   | Shrule    | Taghshinny      | Ballymahon     |
| Kilderreen                                | 74    | Granard   | Clonbroney      | Granard        |
| Kildordan                                 | 121   | Shrule    | Forgney         | Ballymahon     |
| Kilfintan                                 | 323   | Ardagh    | Street          | Granard        |
| Kilfintan Lower (o Crancam)               | 50    | Ardagh    | Street          | Granard        |
| Kilglass and Cloonagh                     | 70    | Ardagh    | Kilglass        | Ballymahon     |
| Killashee                                 | Town  | Moydow    | Killashee       | Longford       |
| Killashee and Aghakeeran                  | 371   | Moydow    | Killashee       | Longford       |
| Killasona                                 | 543   | Granard   | Granard         | Granard        |
| Killeen                                   | 733   | Ardagh    | Rathreagh       | Ballymahon     |
| Killeen                                   | 676   | Granard   | Granard         | Granard        |
| Killeen                                   | 439   | Longford  | Clongesh        | Longford       |
| Killeenatruan                             | 119   | Longford  | Killoe          | Longford       |
| Killeenboy                                | 206   | Shrule    | Abbeyshrule     | Ballymahon     |
| Killeendowd                               | 201   | Moydow    | Taghsheenod     | Ballymahon     |
| Killeeny                                  | 276   | Moydow    | Killashee       | Longford       |
| Killeter                                  | 339   | Longford  | Killoe          | Longford       |
| Killinawas                                | 174   | Granard   | Granard         | Granard        |
| Killinbore                                | 171   | Shrule    | Taghshinny      | Ballymahon     |
| Killinlastra                              | 94    | Ardagh    | Ardagh          | Longford       |
| Killinure                                 | 194   | Rathcline | Rathcline       | Longford       |
| Killoe Glebe                              | 129   | Longford  | Killoe          | Longford       |
| Killyfad                                  | 200   | Longford  | Killoe          | Longford       |
| Kilmacannon                               | 280   | Longford  | Clongesh        | Longford       |
| Kilmahon                                  | 355   | Longford  | Killoe          | Longford       |
| Kilmakinlan                               | 163   | Moydow    | Kilcommock      | Ballymahon     |
| Kilmore                                   | 581   | Granard   | Columbkille     | Granard        |
| Kilmore Lower                             | 379   | Longford  | Clongesh        | Longford       |
| Kilmore Upper                             | 389   | Longford  | Clongesh        | Longford       |
| Kilmoyle                                  | 297   | Longford  | Killoe          | Longford       |
| Kilnacarrow                               | 244   | Longford  | Killoe          | Longford       |
| Kilnacarrow                               | 194   | Rathcline | Rathcline       | Longford       |
| Kilnacarrow                               | 164   | Shrule    | Taghshinny      | Ballymahon     |
| Kilnasavoge                               | 66    | Ardagh    | Templemichael   | Longford       |
| Kilnashee                                 | 273   | Longford  | Killoe          | Longford       |
| Kilsallagh                                | 538   | Ardagh    | Mostrim         | Granard        |
| Kilshruley                                | 256   | Granard   | Clonbroney      | Granard        |
| Kiltybegs                                 | 245   | Ardagh    | Templemichael   | Longford       |
| Kiltyclogh                                | 264   | Granard   | Clonbroney      | Granard        |
| Kiltycon                                  | 402   | Longford  | Killoe          | Longford       |
| Kiltycreevagh                             | 944   | Longford  | Killoe          | Longford       |
| Kiltykeary                                | 68    | Granard   | Clonbroney      | Granard        |
| Kiltyreher                                | 223   | Longford  | Templemichael   | Longford       |
| Kiltyreher                                | 188   | Longford  | Killoe          | Longford       |
| Kinard                                    | 434   | Ardagh    | Rathreagh       | Ballymahon     |
| King's Island                             | 17    | Rathcline | Cashel          | Ballymahon     |
| Kinkillew                                 | 64    | Granard   | Granard         | Granard        |
| Knappoge                                  | 621   | Longford  | Killashee       | Longford       |
| Knappoge                                  | 177   | Shrule    | Kilcommock      | Ballymahon     |
| Knock                                     | 107   | Rathcline | Rathcline       | Longford       |
| Knockagh                                  | 262   | Shrule    | Taghshinny      | Ballymahon     |
| Knockagowny                               | 70    | Moydow    | Ballymacormick  | Longford       |
| Knockahaw                                 | 207   | Ardagh    | Templemichael   | Longford       |
| Knockanbaun (o Whitehill)                 | 563   | Granard   | Clonbroney      | Granard        |
| Knockanboy                                | 75    | Ardagh    | Ballymacormick  | Longford       |
| Knockatarry Brickeens                     | 70    | Moydow    | Ballymacormick  | Longford       |
| Knockatarry Poynton                       | 167   | Moydow    | Ballymacormick  | Longford       |
| Knockavegan                               | 244   | Moydow    | Kilcommock      | Ballymahon     |
| Knockawalky                               | 70    | Longford  | Templemichael   | Longford       |
| Knockloughlin                             | 269   | Longford  | Templemichael   | Longford       |
| Knockmartin                               | 132   | Longford  | Clongesh        | Longford       |
| Knockmoody                                | 85    | Granard   | Clonbroney      | Granard        |
| Knocknaskea                               | 75    | Moydow    | Kilglass        | Ballymahon     |
| Lackan                                    | 441   | Ardagh    | Mostrim         | Granard        |
| Laghlooney                                | 137   | Moydow    | Kilcommock      | Ballymahon     |
| Lamagh                                    | 310   | Longford  | Clongesh        | Longford       |
| Lanesborough                              | Town  | Rathcline | Rathcline       | Longford       |
| Lanesborough                              | 32    | Rathcline | Rathcline       | Longford       |
| Laragh                                    | 155   | Rathcline | Shrule          | Ballymahon     |
| Larkfield                                 | 674   | Granard   | Columbkille     | Granard        |
| Laughil                                   | 245   | Rathcline | Kilcommock      | Ballymahon     |
| Laughil                                   | 112   | Ardagh    | Ardagh          | Longford       |
| Laughil (Adair)                           | 101   | Granard   | Clonbroney      | Granard        |
| Laughil (Edgeworth)                       | 171   | Granard   | Clonbroney      | Granard        |
| Leab                                      | 112   | Rathcline | Cashel          | Ballymahon     |
| Lechurragh                                | 208   | Ardagh    | Street          | Granard        |
| Ledwithstown                              | 579   | Rathcline | Kilcommock      | Ballymahon     |
| Ledwithstown                              | 96    | Rathcline | Shrule          | Ballymahon     |
| Legan                                     | 277   | Shrule    | Kilglass        | Ballymahon     |
| Leggagh                                   | 836   | Longford  | Killoe          | Longford       |
| Lehery                                    | 891   | Rathcline | Rathcline       | Longford       |
| Leitrim                                   | 498   | Granard   | Granard         | Granard        |
| Leitrim                                   | 447   | Longford  | Clongesh        | Longford       |
| Leitrim                                   | 123   | Granard   | Clonbroney      | Granard        |
| Leitrim (o Corbaun)                       | 466   | Granard   | Columbkille     | Granard        |
| Lenaboy                                   | 138   | Ardagh    | Ardagh          | Longford       |
| Lettergeeragh                             | 186   | Longford  | Killoe          | Longford       |
| Lettergonnell                             | 651   | Longford  | Killoe          | Longford       |
| Lettergullion                             | 494   | Longford  | Killoe          | Longford       |
| Leveran Island                            | 1     | Rathcline | Cashel          | Ballymahon     |
| Lightfield                                | 64    | Rathcline | Cashel          | Ballymahon     |
| Lisaquill                                 | 169   | Shrule    | Kilglass        | Ballymahon     |
| Lisbrack                                  | 45    | Longford  | Clongesh        | Longford       |
| Lisbrack                                  | 42    | Longford  | Templemichael   | Longford       |
| Liscahill                                 | 241   | Ardagh    | Mostrim         | Granard        |
| Liscormick                                | 188   | Shrule    | Agharra         | Ballymahon     |
| Lisdreenagh                               | 192   | Ardagh    | Kilglass        | Longford       |
| Lisduff                                   | 343   | Ardagh    | Ballymacormick  | Longford       |
| Lisduff                                   | 195   | Granard   | Clonbroney      | Granard        |
| Lisduff                                   | 67    | Ardagh    | Ardagh          | Longford       |
| Lisduff                                   | 47    | Rathcline | Rathcline       | Longford       |
| Lisduff (Montgomery)                      | 355   | Moydow    | Ardagh          | Longford       |
| Lisfarrell                                | 319   | Ardagh    | Templemichael   | Longford       |
| Lisglassock                               | 113   | Shrule    | Kilcommock      | Ballymahon     |
| Lisgurry                                  | 98    | Moydow    | Moydow          | Longford       |
| Lislea                                    | 495   | Moydow    | Kilcommock      | Ballymahon     |
| Lislea                                    | 425   | Granard   | Clonbroney      | Granard        |
| Lislom                                    | 220   | Shrule    | Kilcommock      | Ballymahon     |
| Lismacmanus                               | 140   | Rathcline | Rathcline       | Longford       |
| Lismacmurrogh                             | 123   | Shrule    | Kilcommock      | Ballymahon     |
| Lismagawley                               | 42    | Rathcline | Cashel          | Ballymahon     |
| Lismagawley Bog                           | 25    | Rathcline | Cashel          | Ballymahon     |
| Lismagawley Meadow                        | 32    | Rathcline | Cashel          | Ballymahon     |
| Lismagoneen                               | 121   | Granard   | Clonbroney      | Granard        |
| Lismore                                   | 155   | Longford  | Clongesh        | Longford       |
| Lismoy                                    | 459   | Longford  | Clongesh        | Longford       |
| Lisnabo                                   | 123   | Longford  | Clongesh        | Longford       |
| Lisnacreevy                               | 268   | Moydow    | Taghsheenod     | Ballymahon     |
| Lisnacush                                 | 269   | Rathcline | Rathcline       | Longford       |
| Lisnageeragh                              | 429   | Ardagh    | Mostrim         | Granard        |
| Lisnagrish                                | 442   | Ardagh    | Mostrim         | Granard        |
| Lisnamuck                                 | 265   | Ardagh    | Templemichael   | Longford       |
| Lisnanagh                                 | 630   | Granard   | Killoe          | Granard        |
| Lisnaneane                                | 87    | Granard   | Granard         | Granard        |
| Lisraghtigan                              | 140   | Granard   | Clonbroney      | Granard        |
| Lisraherty                                | 144   | Granard   | Killoe          | Granard        |
| Lisrevagh                                 | 290   | Rathcline | Rathcline       | Longford       |
| Lisryan                                   | 411   | Ardagh    | Street          | Granard        |
| Lissagernal                               | 224   | Longford  | Clongesh        | Longford       |
| Lissaghanedan                             | 199   | Ardagh    | Ardagh          | Longford       |
| Lissakit                                  | 145   | Moydow    | Taghsheenod     | Ballymahon     |
| Lissameen                                 | 303   | Granard   | Clonbroney      | Granard        |
| Lissanisky                                | 92    | Ardagh    | Ardagh          | Longford       |
| Lissanisky                                | 55    | Rathcline | Shrule          | Ballymahon     |
| Lissanore                                 | 234   | Ardagh    | Mostrim         | Granard        |
| Lissanure                                 | 556   | Ardagh    | Mostrim         | Granard        |
| Lissanurlan                               | 180   | Longford  | Templemichael   | Longford       |
| Lissard                                   | 258   | Granard   | Clonbroney      | Granard        |
| Lissardowlan                              | 153   | Ardagh    | Templemichael   | Longford       |
| Lissavaddy                                | 110   | Longford  | Killoe          | Longford       |
| Lissawarriff                              | 336   | Shrule    | Agharra         | Ballymahon     |
| Lissawly (o St. Albans)                   | 91    | Rathcline | Rathcline       | Longford       |
| Listobit                                  | 267   | Shrule    | Taghshinny      | Ballymahon     |
| Listraghee                                | 166   | Granard   | Clonbroney      | Granard        |
| Little Island                             | 1     | Rathcline | Rathcline       | Longford       |
| Long Island                               | 2     | Rathcline | Cashel          | Ballymahon     |
| Longfield                                 | 373   | Ardagh    | Mostrim         | Granard        |
| An Longfort                               | Town  | Ardagh    | Templemichael   | Longford       |
| Loughan                                   | 168   | Moydow    | Taghsheenod     | Ballymahon     |
| Loughfarm                                 | 122   | Rathcline | Cashel          | Ballymahon     |
| Loughsheedan                              | 103   | Moydow    | Taghsheenod     | Ballymahon     |
| Lurgan                                    | 73    | Ardagh    | Rathreagh       | Ballymahon     |
| Lyanmore                                  | 168   | Ardagh    | Ardagh          | Longford       |
| Lyneen                                    | 424   | Moydow    | Killashee       | Ballymahon     |
| Magheraveen                               | 302   | Rathcline | Rathcline       | Longford       |
| Meelick                                   | 63    | Moydow    | Ballymacormick  | Longford       |
| Meeltanagh                                | 124   | Ardagh    | Ardagh          | Longford       |
| Meeltanagh                                | 99    | Moydow    | Moydow          | Longford       |
| Melkagh                                   | 183   | Longford  | Killoe          | Longford       |
| Melkernagh                                | 81    | Granard   | Granard         | Granard        |
| Middleton                                 | 382   | Moydow    | Killashee       | Longford       |
| Minard                                    | 159   | Longford  | Clongesh        | Longford       |
| Moatavally                                | 231   | Ardagh    | Street          | Granard        |
| Moatfarrell                               | 769   | Granard   | Clonbroney      | Granard        |
| Moatfield                                 | 18    | Granard   | Granard         | Granard        |
| Molly                                     | 513   | Granard   | Columbkille     | Granard        |
| Mollyglass                                | 127   | Granard   | Columbkille     | Granard        |
| Mollyroe                                  | 66    | Moydow    | Moydow          | Longford       |
| Monadarragh                               | 454   | Ardagh    | Mostrim         | Granard        |
| Monaduff                                  | 263   | Longford  | Killoe          | Longford       |
| Monascallaghan                            | 286   | Moydow    | Moydow          | Longford       |
| Moneyfad                                  | 61    | Rathcline | Shrule          | Ballymahon     |
| Moneyhoolaghan                            | 122   | Ardagh    | Street          | Granard        |
| Moneylagan                                | 236   | Longford  | Clongesh        | Longford       |
| Moor                                      | 138   | Ardagh    | Ardagh          | Longford       |
| Mornin                                    | 847   | Moydow    | Taghsheenod     | Ballymahon     |
| Mosstown                                  | 491   | Rathcline | Kilcommock      | Ballymahon     |
| Mosstown                                  | 183   | Moydow    | Kilcommock      | Ballymahon     |
| Mountdavis                                | 528   | Rathcline | Rathcline       | Longford       |
| Mountjessop                               | 260   | Moydow    | Moydow          | Longford       |
| Moydow Glebe                              | 94    | Moydow    | Moydow          | Longford       |
| Moygh                                     | 350   | Rathcline | Shrule          | Ballymahon     |
| Moygh                                     | 125   | Moydow    | Killashee       | Longford       |
| Moyne                                     | 502   | Granard   | Killoe          | Longford       |
| Moyra and Fortmill                        | 168   | Ardagh    | Ardagh          | Longford       |
| Muckerstaff                               | 351   | Granard   | Granard         | Granard        |
| Muckinish                                 | 27    | Rathcline | Cashel          | Ballymahon     |
| Mucknagh                                  | 265   | Longford  | Killoe          | Longford       |
| Mullagh                                   | 196   | Longford  | Templemichael   | Longford       |
| Mullagh Bog                               | 107   | Longford  | Templemichael   | Longford       |
| Mullaghavorneen                           | 264   | Ardagh    | Ballymacormick  | Longford       |
| Mullawornia                               | 245   | Rathcline | Shrule          | Ballymahon     |
| Mullingee                                 | 55    | Granard   | Granard         | Granard        |
| Mullinroe                                 | 425   | Granard   | Columbkille     | Granard        |
| Mullolagher                               | 265   | Longford  | Templemichael   | Longford       |
| Nappagh                                   | 255   | Moydow    | Ardagh          | Longford       |
| Newcastle                                 | 530   | Shrule    | Forgney         | Ballymahon     |
| Newpark                                   | 470   | Rathcline | Cashel          | Ballymahon     |
| Newport                                   | 387   | Ardagh    | Rathreagh       | Ballymahon     |
| Newtown                                   | 181   | Moydow    | Ballymacormick  | Longford       |
| Newtown                                   | 102   | Ardagh    | Rathreagh       | Ballymahon     |
| Newtown                                   | 101   | Moydow    | Killashee       | Longford       |
| Newtown Forbes                            | Town  | Longford  | Clongesh        | Longford       |
| Newtownbond                               | 385   | Granard   | Killoe          | Granard        |
| Newtownflanigan                           | 134   | Rathcline | Cashel          | Ballymahon     |
| Nut Island                                | 15    | Rathcline | Cashel          | Ballymahon     |
| Oghil                                     | 761   | Longford  | Killoe          | Longford       |
| Oldtown                                   | 325   | Ardagh    | Ardagh          | Longford       |
| Pallas Beg                                | 222   | Shrule    | Forgney         | Ballymahon     |
| Pallas More                               | 306   | Shrule    | Forgney         | Ballymahon     |
| Parkplace                                 | 164   | Moydow    | Taghsheenod     | Ballymahon     |
| Polladooey                                | 240   | Granard   | Columbkille     | Granard        |
| Pollagh                                   | 274   | Rathcline | Cashel          | Ballymahon     |
| Portanure                                 | 356   | Rathcline | Cashel          | Ballymahon     |
| Portanure Bog                             | 54    | Rathcline | Cashel          | Ballymahon     |
| Priests Island                            | 4     | Rathcline | Cashel          | Ballymahon     |
| Prucklish                                 | 266   | Longford  | Clongesh        | Longford       |
| Prucklishtown                             | 178   | Granard   | Clonbroney      | Granard        |
| Queensland                                | 93    | Ardagh    | Street          | Granard        |
| Rabbit Park                               | 223   | Ardagh    | Ardagh          | Longford       |
| Ranaghan                                  | 277   | Granard   | Abbeylara       | Granard        |
| Ranaghanbaun                              | 40    | Granard   | Abbeylara       | Granard        |
| Rappareehill                              | 671   | Moydow    | Killashee       | Longford       |
| Rath                                      | 566   | Shrule    | Forgney         | Ballymahon     |
| Ratharney                                 | 321   | Shrule    | Abbeyshrule     | Ballymahon     |
| Rathbrackan                               | 305   | Granard   | Abbeylara       | Granard        |
| Rathcline                                 | 1.168 | Rathcline | Rathcline       | Longford       |
| Rathcor                                   | 164   | Granard   | Granard         | Granard        |
| Rathcronan                                | 201   | Granard   | Granard         | Granard        |
| Rathmore                                  | 849   | Shrule    | Noughaval       | Ballymahon     |
| Rathmore                                  | 649   | Granard   | Columbkille     | Longford       |
| Rathsallagh                               | 186   | Shrule    | Abbeyshrule     | Ballymahon     |
| Rathvaldron                               | 142   | Ardagh    | Ardagh          | Longford       |
| Red Island                                | 1     | Rathcline | Cashel          | Ballymahon     |
| Rhine                                     | 781   | Longford  | Killoe          | Longford       |
| Richfort (o Cooleeshil)                   | 289   | Ardagh    | Ardagh          | Longford       |
| Rincoolagh                                | 662   | Granard   | Granard         | Granard        |
| Ringowny                                  | 727   | Ardagh    | Mostrim         | Granard        |
| Rinn and Clogher                          | 261   | Longford  | Killashee       | Longford       |
| Rinnenny                                  | 138   | Ardagh    | Mostrim         | Granard        |
| Rinroe                                    | 263   | Granard   | Granard         | Granard        |
| Rinvanny                                  | 258   | Ardagh    | Clonbroney      | Granard        |
| Robinstown                                | 159   | Granard   | Granard         | Granard        |
| Rockpeyton                                | 64    | Ardagh    | Kilglass        | Ballymahon     |
| Roos                                      | 250   | Granard   | Clonbroney      | Granard        |
| Rosduff                                   | 743   | Granard   | Columbkille     | Granard        |
| Rossan                                    | 291   | Granard   | Abbeylara       | Granard        |
| Saintjohnstown (o Ballinalee)             | 161   | Granard   | Clonbroney      | Granard        |
| Saints Island                             | 205   | Rathcline | Cashel          | Ballymahon     |
| Sallow Island                             | 1     | Longford  | Clongesh        | Longford       |
| Sand Island                               | 5     | Rathcline | Cashel          | Ballymahon     |
| School Land                               | 96    | Granard   | Clonbroney      | Granard        |
| Screeboge                                 | 200   | Shrule    | Taghsheenod     | Ballymahon     |
| Shanmullagh                               | 783   | Longford  | Killoe          | Longford       |
| Shantum                                   | 179   | Ardagh    | Mostrim         | Granard        |
| Sharvoge                                  | 242   | Moydow    | Killashee       | Longford       |
| Sheeroe                                   | 41    | Shrule    | Agharra         | Ballymahon     |
| Sheeroe                                   | 29    | Granard   | Clonbroney      | Granard        |
| Shrule                                    | 55    | Rathcline | Shrule          | Ballymahon     |
| Sleehaun                                  | 425   | Ardagh    | Rathreagh       | Ballymahon     |
| Sleehaun (Sankey)                         | 95    | Ardagh    | Rathreagh       | Ballymahon     |
| Slieve                                    | 332   | Longford  | Killashee       | Longford       |
| Smear                                     | 1.072 | Granard   | Columbkille     | Granard        |
| Smithfield                                | 104   | Ardagh    | Kilglass        | Ballymahon     |
| Snugborough                               | 36    | Moydow    | Kilcommock      | Ballymahon     |
| Sonnagh                                   | 526   | Granard   | Columbkille     | Granard        |
| Soran                                     | 1.204 | Longford  | Killoe          | Longford       |
| Springtown                                | 665   | Granard   | Granard         | Granard        |
| Sragarrow                                 | 52    | Longford  | Clongesh        | Longford       |
| St Albans (o Lissawly)                    | 91    | Rathcline | Rathcline       | Longford       |
| St Annes Glebe                            | 86    | Longford  | Clongesh        | Longford       |
| Stonepark                                 | 195   | Ardagh    | Ballymacormick  | Longford       |
| Stonepark                                 | 71    | Moydow    | Kilcommock      | Ballymahon     |
| Streamstown                               | 92    | Rathcline | Cashel          | Ballymahon     |
| Streamstown                               | 89    | Shrule    | Taghshinny      | Ballymahon     |
| Swan Island                               | 1     | Granard   | Columbkille     | Granard        |
| Taghsheenod Glebe                         | 47    | Moydow    | Taghsheenod     | Ballymahon     |
| Taghshinny                                | 372   | Shrule    | Taghshinny      | Ballymahon     |
| Tawnagh                                   | 482   | Longford  | Killoe          | Longford       |
| Teemore                                   | 64    | Granard   | Granard         | Granard        |
| Templemichael Glebe                       | 163   | Ardagh    | Templemichael   | Longford       |
| Templeton Glebe                           | 379   | Moydow    | Killashee       | Longford       |
| Tennalick                                 | 546   | Shrule    | Taghshinny      | Ballymahon     |
| Tennalough                                | 316   | Shrule    | Agharra         | Ballymahon     |
| Tennyphobble                              | 43    | Granard   | Granard         | Granard        |
| Tinnynarr                                 | 416   | Ardagh    | Mostrim         | Granard        |
| Tipper                                    | 120   | Rathcline | Cashel          | Ballymahon     |
| Tipper                                    | 80    | Shrule    | Kilcommock      | Ballymahon     |
| Tirlickeen                                | 852   | Rathcline | Shrule          | Ballymahon     |
| Tober                                     | 256   | Granard   | Abbeylara       | Granard        |
| Toberfelim                                | 166   | Granard   | Granard         | Granard        |
| Tomisky                                   | 273   | Longford  | Mohill          | Longford       |
| Toneen                                    | 215   | Moydow    | Moydow          | Longford       |
| Toneen                                    | 181   | Granard   | Granard         | Granard        |
| Tonymore North                            | 211   | Granard   | Abbeylara       | Granard        |
| Tonymore South                            | 463   | Granard   | Abbeylara       | Granard        |
| Tonywardan                                | 559   | Granard   | Granard         | Granard        |
| Toome                                     | 557   | Granard   | Columbkille     | Granard        |
| Toome                                     | 307   | Shrule    | Taghshinny      | Ballymahon     |
| Toorfin                                   | 112   | Ardagh    | Templemichael   | Longford       |
| Torboy                                    | 350   | Moydow    | Taghsheenod     | Ballymahon     |
| Townparks                                 | 402   | Ardagh    | Templemichael   | Longford       |
| Townparks                                 | 137   | Longford  | Clongesh        | Longford       |
| Treanboy                                  | 76    | Moydow    | Killashee       | Longford       |
| Treel                                     | 192   | Ardagh    | Ardagh          | Longford       |
| Treel                                     | 87    | Longford  | Clongesh        | Longford       |
| Treel                                     | 59    | Ardagh    | Kilglass        | Ballymahon     |
| Trillickacurry                            | 369   | Moydow    | Ballymacormick  | Longford       |
| Trillickatemple                           | 236   | Moydow    | Ballymacormick  | Longford       |
| Tromra                                    | 423   | Granard   | Granard         | Granard        |
| Tully                                     | 487   | Granard   | Granard         | Granard        |
| Tully                                     | 376   | Longford  | Clongesh        | Longford       |
| Tully                                     | 207   | Shrule    | Kilglass        | Ballymahon     |
| Tullybaun                                 | 74    | Granard   | Clonbroney      | Granard        |
| Tullyvrane                                | 337   | Rathcline | Rathcline       | Longford       |
| Tureen                                    | 285   | Rathcline | Rathcline       | Longford       |
| Twentyacres                               | 69    | Ardagh    | Templemichael   | Longford       |
| Twentyacres                               | 16    | Ardagh    | Ardagh          | Longford       |
| Vicarsfield Glebe                         | 26    | Granard   | Clonbroney      | Granard        |
| Vicarstown                                | 99    | Shrule    | Agharra         | Ballymahon     |
| White Island                              | 12    | Granard   | Killoe          | Granard        |
| White Island                              | 3     | Granard   | Columbkille     | Granard        |
| Whitehill (o Knockanbaun)                 | 563   | Granard   | Clonbroney      | Granard        |
| Whiterock                                 | 226   | Ardagh    | Templemichael   | Longford       |
| Willsbrook                                | 178   | Granard   | Granard         | Granard        |
| Woodlawn                                  | 89    | Moydow    | Killashee       | Longford       |